# NGC 74
NGC 74 este o galaxie lenticulară situată în constelația Andromeda, cu o magnitudine aparentă de 16. A fost descoperită în 7 octombrie 1855 de astronomul William Parsons.

## Legături externe
- NGC 74 la WikiSky: DSS2, SDSS, GALEX, IRAS, Hydrogen α, X-Ray, Astrophoto, Sky Map, Articole și imagini
- NGC 74 on spider.seds.org
- NGC 74 on WikiSky